# Loló (futebolista)
Oniluar Francisco da Rosa, mais conhecido como Loló (Florianópolis, 25 de outubro de 1930 — Florianópolis, 22 de abril de 2012) foi um futebolista brasileiro que atuou como lateral-direito e também como volante. Loló, marcou época no futebol da capital, especialmente nos anos 50.

## Nome
Outras fontes apresentam o seu nome como "Onilvar" e outras ainda como "Omiluar". Segundo o pesquisador Spyros Diamantaras, o correto é "Oniluar", que significa Raulino, ao contrário, informação confirmada por Guilherme Henrique Espíndola, neto do ex-jogador.

## Seleção Avaiana
Uma eleição feita em 1998 com um grupo de torcedores, jornalistas e ex-atletas do Avaí, apontou aqueles que seriam os melhores jogadores da história do clube até aquela data. Loló foi escolhido um dos zagueiros desta seleção.

## Morte
O ex-jogador morreu na manhã de 22 de abril de 2012 em Florianópolis. Em sua homenagem foi realizado um minuto de silêncio na partida entre Avaí e Chapecoense, pela semi-final do Campeonato Catarinense.

## Títulos
Avaí
- Campeonato Citadino de Florianópolis: 1952, 1953, 1958, 1960
- Taça Zona Sul do Campeonato Catarinense: 1953, 1960
- Torneio Início: 1955, 1958, 1960

Paula Ramos
- Campeonato Catarinense: 1959